# Ferdinand von Lüninck (Oberpräsident)

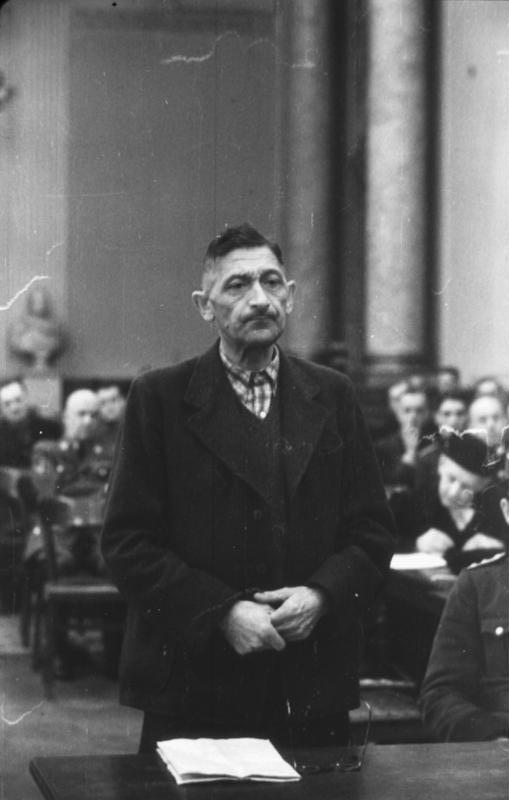
Ferdinand Freiherr von Lüninck vor dem Volksgerichtshof, 1944

Ferdinand Joseph Meinolph Anton Maria Freiherr von Lüninck (* 3. August 1888 in Ostwig; † 14. November 1944 in Berlin-Plötzensee) war ein deutscher Offizier und Politiker (zunächst DNVP, ab 1933 NSDAP). Er war von 1933 bis 1938 Oberpräsident der Provinz Westfalen und als solcher Teil der NS-Herrschaft. Nach dem 20. Juli 1944 wurde er verhaftet und vom „Volksgerichtshof“ zum Tode verurteilt.

## Familie, Ausbildung und Erster Weltkrieg
Ferdinand von Lüninck entstammte dem alten niederrheinischen Adelsgeschlecht von Lüninck und war das älteste von acht Kindern von Carl Freiherr von Lüninck. Sein Bruder Hermann Freiherr von Lüninck wurde später Oberpräsident der Rheinprovinz. Die Mutter Anna stammte aus der Familie der Zentrumspolitiker von Mallinckrodt. Zunächst wurde Ferdinand von einem Hauslehrer unterrichtet, später wechselte er der Familientradition gemäß auf das Internat Stella Matutina in Feldkirch in Vorarlberg und schloss die Schulausbildung am Gymnasium Petrinum Brilon 1906 ab. Ferdinand von Lüninck studierte Jura in Münster, Göttingen und München. Bereits 1909 legte er sein Referendarsexamen ab. Den freiwilligen Militärdienst leistete er beim Garde-Schützen-Bataillon in Berlin-Lichterfelde ab. Anschließend war er als Referendar in Düsseldorf und im Landratsamt Erkelenz tätig. Bereits zu Beginn des Ersten Weltkriegs wurde Lüninck Soldat und Kompanieführer im Garde-Schützen-Bataillon; zuletzt war er Leutnant der Reserve. Erst im Jahr 1917 konnte er sein Assessorexamen ablegen. Kurz vor der Revolution von 1918 heiratete er Auguste Freiin von Gaugreben-Schönau.

## Der Weg nach rechts während der Weimarer Republik

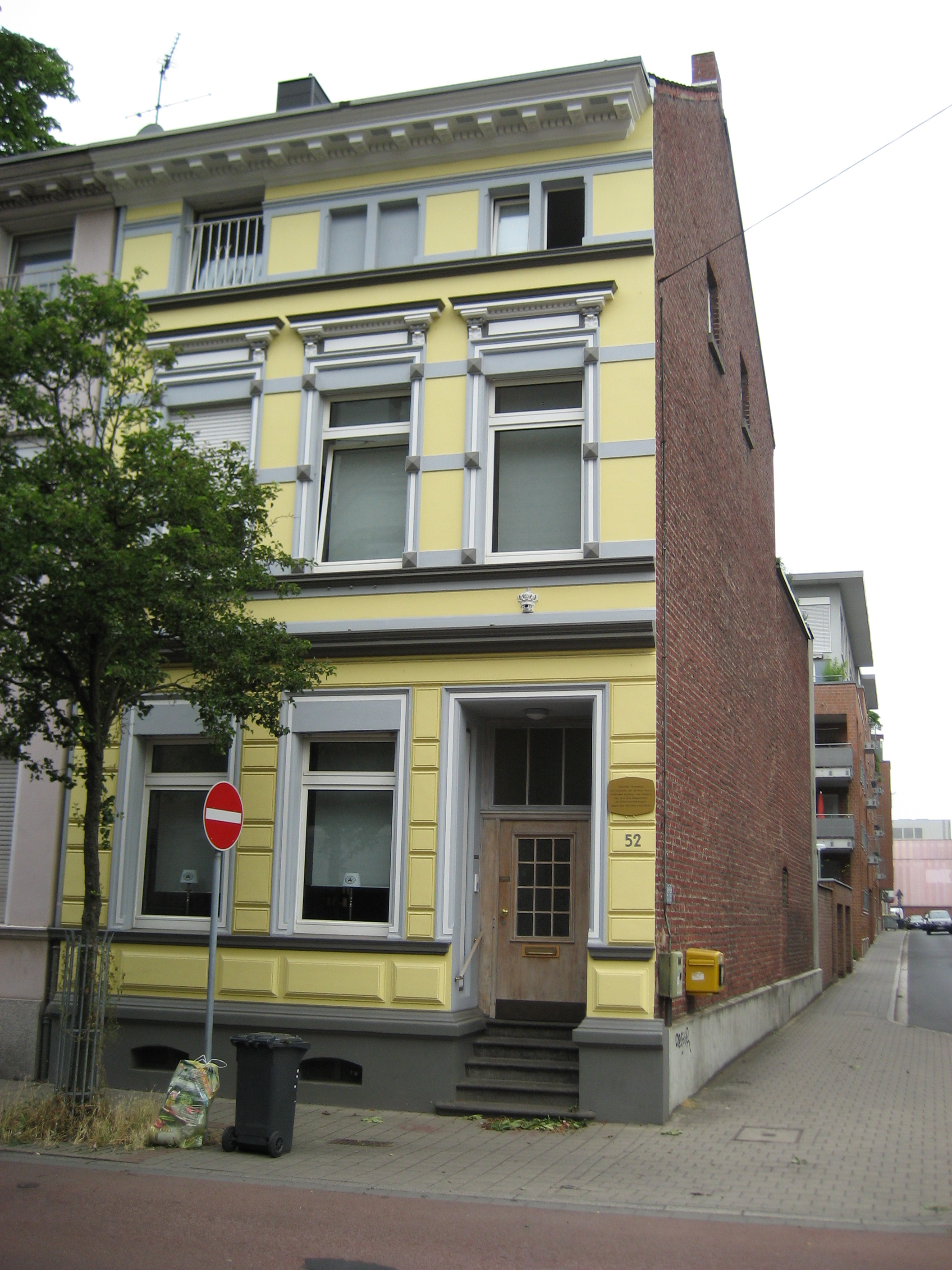
Wohnhaus von Lünincks während seiner Zeit in Neuss, 1918–1922

Nach dem Ersten Weltkrieg machte er Karriere im Staatsdienst. Ohne Rücksprache mit der Revolutionsregierung wurde er noch 1918 vom Regierungspräsidenten in Düsseldorf zunächst kommissarisch zum Landrat in Neuß ernannt. In diesem Amt kam es immer wieder zu Konflikten mit den belgischen Besatzungsbehörden, die 1920 zu einer Verurteilung zu acht Wochen Haft durch ein belgisches Gericht führten. 1920 war er auch Mitglied des Provinziallandtages der Rheinprovinz. Bereits durch seine Herkunft konservativ geprägt, führten diese Reibereien zu einer Radikalisierung seiner Ansichten. Lüninck lehnte Republik und Demokratie strikt ab, blieb Monarchist und näherte sich immer stärker den Deutschnationalen an, ohne zunächst dieser Partei beizutreten. Am 30. September 1922 schied er freiwillig aus dem Staatsdienst aus, da die neue republikanische Ordnung nicht seinen politischen Vorstellungen entsprach.
Nicht nur wegen der Konflikte mit den belgischen Behörden, sondern auch zur Übernahme seines Erbes kehrte er nach Ostwig zurück. 1923 übernahm er die Leitung des „Westfalenbundes“, eines aus der Organisation Escherich hervorgegangenen „Vaterländischen Verbandes“, den er 1924 in den Stahlhelm überführte. Das politische Denken der Führung des „Westfalenbundes“ wurde von den Ideen der Jungkonservativen um Arthur Moeller van den Bruck im Berliner Juniklub und dem dazugehörigen Politischen Kolleg unter Leitung von Martin Spahn beeinflusst. Vor allem die mit dem Gedanken an einen Ständestaat verknüpfte Idee einer Volksgemeinschaft, die in programmatischen Aussagen des „Westfalenbundes“ immer wiederkehrt, dürfte auf den Einfluss der Jungkonservativen zurückzuführen sein.
Bis 1928 teilte sich Lüninck den Vorsitz des Stahlhelm-Landesverbands Westfalen mit dem Generalmajor a. D. Eduard Kreuter. Von der gerade im Sauerland eher vom Arbeiterflügel geprägten Zentrumspartei fühlte er sich politisch nicht vertreten und war zunächst als Parteiloser in der konservativen Bauernbewegung aktiv. Bereits 1925 gehörte er zu den Gründern der Landeskulturgesellschaft „Sauerland“ und übernahm deren Vorsitz. Dieser wurde zur wichtigsten landwirtschaftlichen Interessenorganisation in zehn südwestfälischen Kreisen. Im Jahr 1929 wurde er Vizepräsident des westfälischen Bauernverbandes und 1931 zum Präsidenten der Landwirtschaftskammer in Münster. Zu dieser Zeit war Lüninck längst Mitglied der DNVP und sprach sich 1929 dezidiert für das von den monarchistischen Rechten und der NSDAP initiierte Volksbegehren gegen den Young-Plan aus. Auch in seiner Zeit als Präsident der Landwirtschaftskammer trat er offen und vehement gegen Demokratie und Republik auf.

## 1933 bis 1938: Oberpräsident der Provinz Westfalen

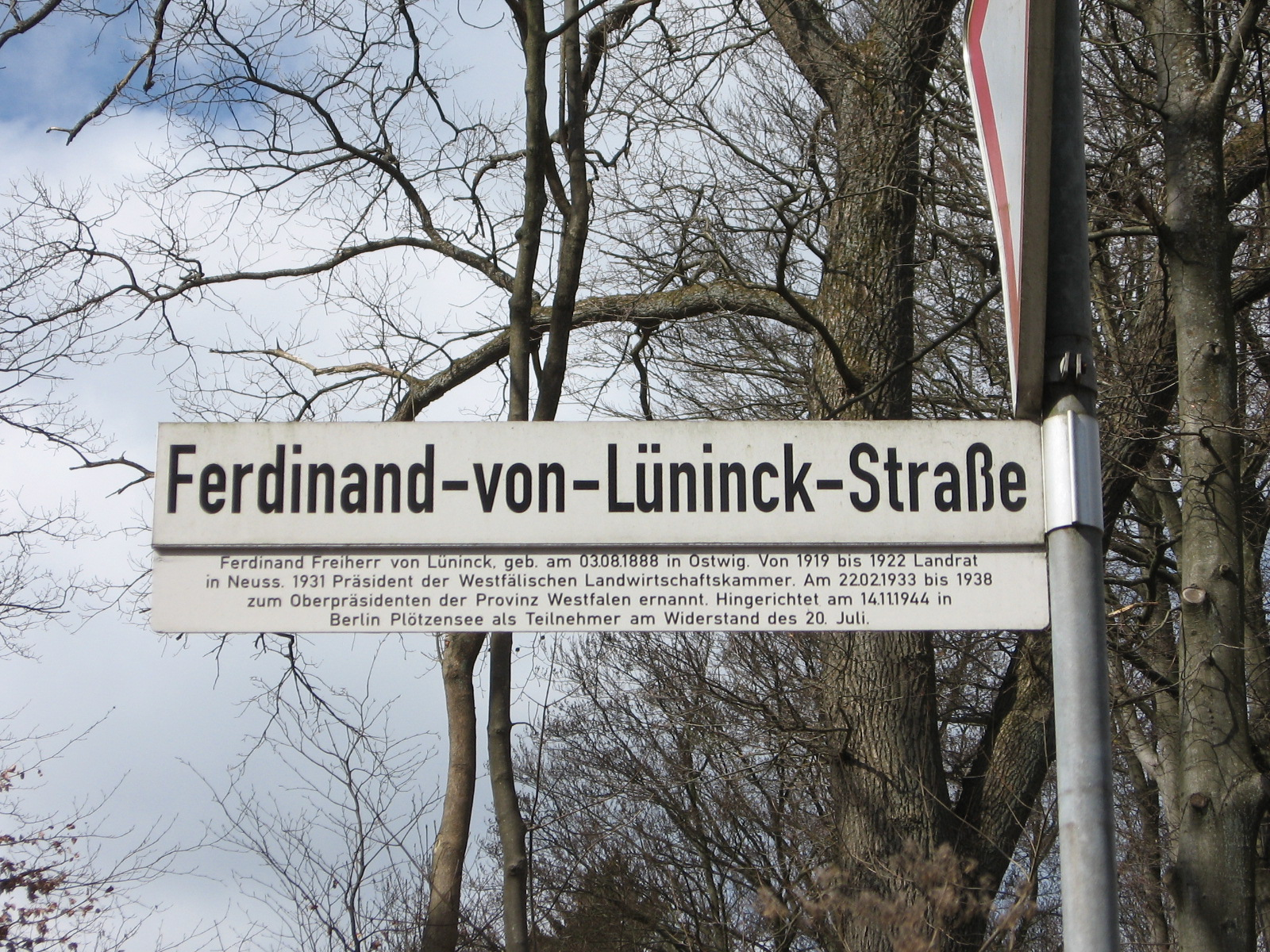
Straßenschild Ferdinand-von-Lüninck-Straße in Bestwig-Ostwig

Als scharfer Gegner der Demokratie und des Parlamentarismus begrüßte Lüninck die Machtübernahme der Nationalsozialisten. Seine politische Haltung empfahl Lüninck nach dem 30. Januar 1933 den neuen nationalsozialistischen Machthabern. Nicht zuletzt der Fürsprache Franz von Papens, der ebenfalls aus Westfalen stammte, bei Adolf Hitler verdankte er seine Ernennung zum Oberpräsidenten von Westfalen. Er war damit oberster Repräsentant des Staates in Westfalen. Als Folge dieses Amtes wurde er 1934 u. a. ordentliches Mitglied der Historischen Kommission für Westfalen. Sein Bruder Hermann übernahm den Posten des Oberpräsidenten in der Rheinprovinz. Die Nationalsozialisten erhofften sich von diesen Personalien einen höheren Grad der Anerkennung bei den für sie bis 1933 kaum erreichbaren Katholiken in den beiden westlichen Provinzen.
In seinen Äußerungen sprach sich Lüninck deutlich für das Regime aus. So verteidigte er in seiner ersten Rede als Oberpräsident die so genannte Gleichschaltung. In einer Rede vom 12. Juli 1933 pries er Hitler als „von der göttlichen Vorsehung gesandt“.
Als hohes staatliches Exekutivorgan wirkte er mit an der Verfolgung und Entrechtlichung ganzer Volksgruppen. Während es auch in Westfalen zahlreiche Ausschreitungen gegen Juden gab, sind bremsende Initiativen Lünincks nicht ersichtlich.
1938 wurde von Lüninck auf Betreiben Görings durch Gauleiter Alfred Meyer ersetzt, der damit – wie in den übrigen Provinzen bereits seit längerem üblich – beide Ämter in Personalunion ausübte. Da sich für Historiker aus den Akten keine offenen Konflikte zwischen Lüninck und der Partei finden lassen, ist davon auszugehen, dass ein Mann wie Lüninck für die Partei einfach nicht mehr in die politische Landschaft passte.

## Militärdienst und Beteiligung am Widerstand
Mit Kriegsausbruch trat von Lüninck wieder in den Militärdienst ein und wurde 1939 zunächst Bataillonskommandeur in Soest und später im 9. Grenadier-Ersatzbataillon in Potsdam.
Ende 1943 schlug ihm Carl Friedrich Goerdeler vor, nach einem geplanten Staatsstreich ein Amt als Politischer Beauftragter für Westpreußen zu übernehmen, und setzte ihn mit seinem Einverständnis auf eine Liste der vorgesehenen Politischen Beauftragten und Verbindungsoffiziere. Diese Liste fand die Gestapo nach dem gescheiterten Attentat vom 20. Juli 1944 in den Aufzeichnungen Goerdelers. Daraufhin wurde von Lüninck auf seinem Gut Haus Ostwig bei Bestwig verhaftet. Am 13. November wurde er vom Volksgerichtshof unter Vorsitz von Roland Freisler zum Tode verurteilt und einen Tag später in Plötzensee erhängt.
Im Gestapo-Verhör nach seiner Verhaftung erklärte von Lüninck, durch die Behandlung der Kirchen und des Christentums im nationalsozialistischen Staat sei „in den Wein der ersten Begeisterung manches Wasser geflossen“. Da er sich im Übrigen weder zu seinen gesellschaftspolitischen Vorstellungen für die Zeit nach dem Umsturz geäußert noch Angaben dazu gemacht hat, wann er erstmals Kontakte zum Widerstand hatte, ist vieles unklar. Als gesichert darf gelten, dass von Lüninck dem so genannten nationalkonservativen Widerstand zuzurechnen ist. Dieser billigte die NS-Innen- und Außenpolitik bis zu einem gewissen Maße, lehnte aber insbesondere die nach Kriegsbeginn dabei angewandten Methoden ab.
Den Kontakt zu Goerdeler hatte höchstwahrscheinlich der Widerstandskämpfer Fritz-Dietlof von der Schulenburg hergestellt, welcher Offizier im ebenfalls in Potsdam stationierten 9. Infanterie-Ersatzbataillon war und enge Kontakte zu Goerdeler pflegte.
Nach Ekkehard Klausa soll von der Schulenburg von Lüninck bereits im Sommer 1942 (und damit vor der Niederlage von Stalingrad) für den Widerstand angeworben haben. Der Schulenburg-Biograph Ulrich Heinemann betont demgegenüber, dass solche Rekrutierungsversuche erst ab 1943 stattfanden.

## Ehrungen
Die katholische Kirche hat Ferdinand Freiherr von Lüninck als Glaubenszeugen in das deutsche Martyrologium des 20. Jahrhunderts aufgenommen.